# Жмеринская городская община
Жмеринская городская община (укр. Жмеринська міська територіальна громада) — территориальная община на Украине, в территориях Жмеринского района Винницкой области. Административный центр — город Жмеринка. Население — 49747 человек (2020), из них городское население — 38815, сельское — 10606. Площадь — 530,5 км².

## История
Образована 29 октября 2019 путём присоединения Жуковецкого, Коростовецкого и Ривского сельских советов Жмеринского района к Жмеринскому городскому совету. Леляцкий сельский совет присоединился к обществу 21 ноября 2019 года.
Переобразована 12 июня 2020 путём объединения Жмеринского городского совета областного значения, Браиловского поселкового и Беликовецкого, Дубовского, Жуковецкого, Кармалюковского, Коростовецкого, Куриловецкого, Леляцкого, Лысогорского, Людавского, Почапинецкого и Ривского сельских советов Жмеринского района.

## Населённые пункты
В состав Жмеринской городской общины входят 34 населённых пункта — 1 город (Жмеринка), являющийся административным центром, 1 посёлок городского типа (Браилов), 2 посёлка и 29 сёл.

### Посёлки
- Браилов
- Владимировка

### Сёла
- Беликовцы
- Лопатинцы
- Мартыновка
- Сёмаки
- Дубовая
- Жуковцы
- Петровка
- Сидава
- Щучинцы
- Ярошенко
- Кармалюково
- Петрани
- Майдан-Головчинский
- Коростовцы
- Слобода-Носковецкая
- Куриловцы
- Малые Коростовцы
- Новоселица
- Василевка
- Леляки
- Малая Жмеринка
- Подольское
- Тартак
- Лысогорка
- Людавка
- Почапинцы
- Зоринцы
- Слобода
- Ров
- Межров[5]

## Деление на старостинские округа
На данный момент Жмеринская городская община включает в себя 12 старостинских округов.
| Название старостинского округа     | Населённые пункты (пункт)                          | Староста               |
| ---------------------------------- | -------------------------------------------------- | ---------------------- |
| Беликовецкий старостинский округ   | Беликовцы, Лопатинцы, Мартыновка                   | Артур Ганжа            |
| Браиловский старостинский округ    | посёлок Браилов, пгт Браилов, Владимировка, Семаки | Ростислав Сваричевский |
| Дубовский старостинский округ      | Дубовая                                            | Светлана Мельник       |
| Жуковецкий старостинский округ     | Жуковцы, Петровка, Седова, Щучинцы, Ярошенко       | Оксана Мариношенко     |
| Кармалюковский старостинский округ | Кармалюково, Петрани, Майдан-Головчинский          | Николай Огородник      |
| Коростовецкий старостинский округ  | Коростовцы, Слобода-Носковецкая, Малые Коростовцы  | Анатолий Кокиза        |
| Куриловецкий старостинский округ   | Куриловцы, Новоселица, Васильевка                  | -                      |
| Леляцкий старостинский округ       | Леляки, Малая Жмеринка, Подольское, Тартак         | Андрей Бессараба       |
| Лысогорский старостинский округ    | Лысогорка                                          | Ольга Очеретная        |
| Людавский старостинский округ      | Людавка                                            | Роман Пашковский       |
| Почапинецкий старостинский округ   | Почапинцы, Зоринцы, Слобода                        | Анатолий Полищук       |
| Ровский старостинский округ        | Ров, Межиров                                       | Пётр Садовник          |

## География
Община расположена в Винницкой области. Граничит на юге с Шаргородской городской общиной, на западе с Барской, на юго-западе с Копайгородской, на севере и востоке с Винницкой. На территории общины, близ города Жмеринка, расположена трасса Е583 (Роман (Румыния) - Житомир).  Средняя высота над уровнем моря 326 метров. Протекает река Думка - приток реки Ров, которая, в свою очередь, является правым притоком Южного Буга.

## Природные ресурсы
В пределах Жмеринской общины полезные ископаемые представлены строительными материалами и торфами. Местные строительные материалы - это камни строительные (гранит поблизости пгт Браилов и посёлка Браилов), известняки для обжига (с. Ров), карбонатное сырьё, пески (вблизи с. Жуковцы), кирпично-черепичное сырьё (суглинок в 3 км от станции Жмеринка). Обеспеченность запасами месторождений до 30 лет. В общине есть территории с малопродуктивными землями и значительными ресурсами материально-сырьевой базы промышленности строительных материалов. В общине размещены торфяные месторождения. Они могут быть использованы при проведении озеленения. Запасы строительных материалов свидетельствуют о возможности развития на территории общины строительства, а торфа - для развития индустрии производства удобрений и использования в отоплении индивидуальных (частных) жилых домов.

## Климат
Климат Жмеринской городской территориальной общины умеренно-континентальный. Характеристика приведена по метеостанции Жмеринка. Среднегодовая температура воздуха составляет +7,0 градусов Цельсия; средняя температура января −5,9 °С средняя температура июля +19 °С; абсолютный минимум температуры воздуха за год −33 °C; абсолютный максимум за год +38 °С. Преобладающее направление ветра на протяжении года в тёплый период — cеверо-западное. Среднегодовая скорость ветра составляет 3,3 м/с.